# Marie Haupt

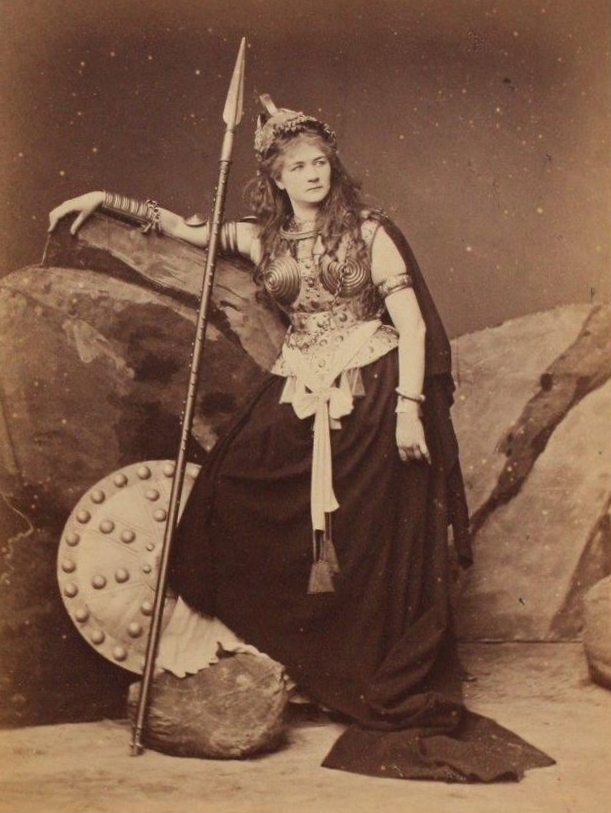
Marie Haupt bei den Bayreuther Festspielen 1876 (Postkarte)

Marie Berta Emilia Haupt (geboren am 18. April 1849 in Danzig, Deutscher Bund; gestorben 22. Juli 1928 in Naunhof) war eine deutsche Opernsängerin der Stimmlage Sopran. Sie gastierte bei den Bayreuther Festspielen 1876 und war verheiratet mit dem Heldentenor Georg Unger.

## Leben und Werk
Marie Haupt war die älteste Tochter des Danziger Pianisten Louis Haupt und dessen Frau Ottilie Haupt, geborene Focke. Sie wurde am 24. Juni 1849 getauft, Taufpatinnen waren ihre Großmutter Amalia Focke, geborene Botzon, die Prinzessin Maria von Hohenzollern-Hechingen, nach der Marie Haupt auch benannt wurde, der Stadtsekretär Ludwig Botzon sowie der Kaufmann Wilhelm Voigt. Sie hatte vier Geschwister. Auch Marie Haupt schlug eine musikalische Laufbahn ein. Sie reiste für ihre Gesangsstudien nach Berlin und Paris. In der preußischen Metropole ließ sie sich vom deutschen Tenor Eduard Mantius unterrichten, in Frankreich von der gefeierten Mezzosopranistin Pauline Viardot-García. Ihr Debüt auf der Opernbühne gab sie laut Jerzy Marian Michalak 1869 am Stadttheater Danzig, laut Kutsch/Riemens hingegen erst 1870 am Mecklenburgisch-Strelitzschen Hoftheater in Neustrelitz. Es folgte ein Engagement am Stadttheater von Stettin. Danach bestehen wiederum Diskrepanzen: Michalak nennt einen Ruf an die Bayerischen Hofoper in München, Kutsch/Riemens hingegen nennen für die Spielzeit 1873–1874 die Berliner Hofoper – und ein Engagement „während des Sommers an der Kroll-Oper in Berlin“. Ab 1873 bzw. 1874 bis 1877 war die Sängerin am Hoftheater zu Kassel engagiert, danach bis 1880 am Stadttheater von Mainz.
In Kassel konnte sie Bandbreite ihres Repertoires darstellen, welches von Koloraturpartien im Sopranfach bis zu dramatischeren Mezzopartien reichte. Im deutschen Fach sang sie das Ännchen in Webers Freischütz, Frau Fluth in Nicolas Die lustigen Weiber von Windsor oder die Venus in Wagners Tannhäuser, im italienischen Fach die Elvira in Bellinis Puritanern und die Marie in Donizettis Regimentstochter, im französischen Fach die Hosenrolle des Urbain in Meyerbeers Hugenotten.
1876 wurde sie von Richard Wagner eingeladen, bei den ersten Bayreuther Festspielen mitzuwirken. In diesem Jahr kam es zur ersten Gesamtaufführung des Ring des Nibelungen. Marie Haupt sang die Freia im Rheingold, die Gerhild, eine der Walküren, in der Walküre und den Waldvogel im Siegfried. 1876 heiratete sie den Wagnersänger Georg Unger (1837–1887), der ebenfalls bei den ersten Bayreuther Festspielen verpflichtet war, als Froh und als Siegfried. Nach der Hochzeit trat sie als Marie Unger-Haupt auf. Ab 1881 wirkte sie als Gesanglehrerin in Leipzig und gab weiterhin Konzerte, sowohl in Leipzig als auch in der Umgebung. Am 6. Februar 1886 sang sie zum zehnjährigen Jubiläum des Leipziger Lehrer-Gesangsvereins, bei dem der damalige Gewandhauskapellmeister Carl Reinecke als Pianist mitwirkte. Nach dem Tod ihres Mannes im Jahr 1887 trat sie nur noch selten auf und fokussierte sich auf das Unterrichten.
Mit Georg Unger hatte sie eine Tochter, die Schauspielerin Anna Unger. Diese heiratete den Sänger Josef Gerhartz, der seinerseits Schüler von Marie Haupt war.